# Marvin E. Gettleman
Marvin E. Gettleman (* 12. September 1933 in New York City; † 7. Januar 2017 ebenda) war ein US-amerikanischer Historiker.

## Leben
Seine Eltern waren Arthur A. Gettleman und Pauline Antipol. 1957 absolvierte er das City College of New York. 1972 promovierte er an der Johns Hopkins University.
Gettleman unterrichtete von 1959 bis 2005 Geschichte an der New York University Tandon School of Engineering. Danach war er emeritierter Professor für Geschichte. Im Jahr 2000 wurde er außerdem Gastprofessor am Queens College, City University of New York bis 2005 und an der New York University im Jahr 2005. In den 1980er Jahren arbeitete Gettleman mit dem New Yorker Fakultätsausschuss für Nichteinmischung in Mittelamerika und der Karibik zusammen. 1996 wurde Gettleman bis 1998 Exekutivdirektor des Abraham Lincoln Brigade Archives. Im Jahr 2003 half Gettleman bei der Gründung und war Mitglied des Lenkungsausschusses der Historians Against the War.
Er heiratete Susan Braiman und dann Ellen Schrecker. Er starb am 7. Januar 2017 im Alter von 83 Jahren in New York City an den Folgen von Demenz.

## Schriften (Auswahl)
- The Dorr rebellion. A study in American radicalism, 1833–1849. New York City 1973, ISBN 0-394-46470-2.
- als Herausgeber mit Patrick Lacefield, Louis Menashe und David Mermelstein: El Salvador. Central America in the new Cold War. New York City 1982, ISBN 0-394-17956-0.
- als Herausgeber mit Jane Franklin, Marilyn B. Young und H. Bruce Franklin: Vietnam and America. A documented history. New York City 2000, ISBN 0-8021-3362-2.
- als Herausgeber mit Stuart Schaar: The Middle East and Islamic world reader. New York City 2003, ISBN 0-8021-3936-1.